# أوسكار شميت جونيور
أوسكار شميت جونيور (بالإنجليزية: Oscar Schmidt, Jr.)‏ هو عسكري أمريكي، ولد في 25 مارس 1896 في فيلادلفيا في الولايات المتحدة، وتوفي في 24 مارس 1973.